# Hans Richard Heinmann
Hans Richard Heinmann (* 12. Mai 1875 in Gardelegen; † 24. September 1947 in Altenberg) war ein Maler und Graphiker des sächsischen Osterzgebirges.

## Leben und Werk
Von seiner Mutter wurde Heinmann als Einzelkind zur Liebe zur Natur erzogen. Er studierte von 1893 bis 1900 an der Königlichen Akademie der bildenden Künste Dresden und war von 1895 bis 1900 Mitarbeiter von Friedrich Preller an der Königlich Sächsischen Kunstgewerbeschule.
Heinmann malte und zeichnete in verschiedenen Maltechniken und schuf Druckgrafiken. Er gab seinen Naturbildern ein vielfältiges Ansehen von Bergen, Wiesen, Wäldern, Bäumen und stellte darin den Menschen in die Natur. Später malte er Menschen bei der Ausübung ihrer Arbeit, als Handwerker, Bauern oder Bergleute. Besonders die Tätigkeit im Bergbau inspirierte ihn zu zahlreichen Bildern.

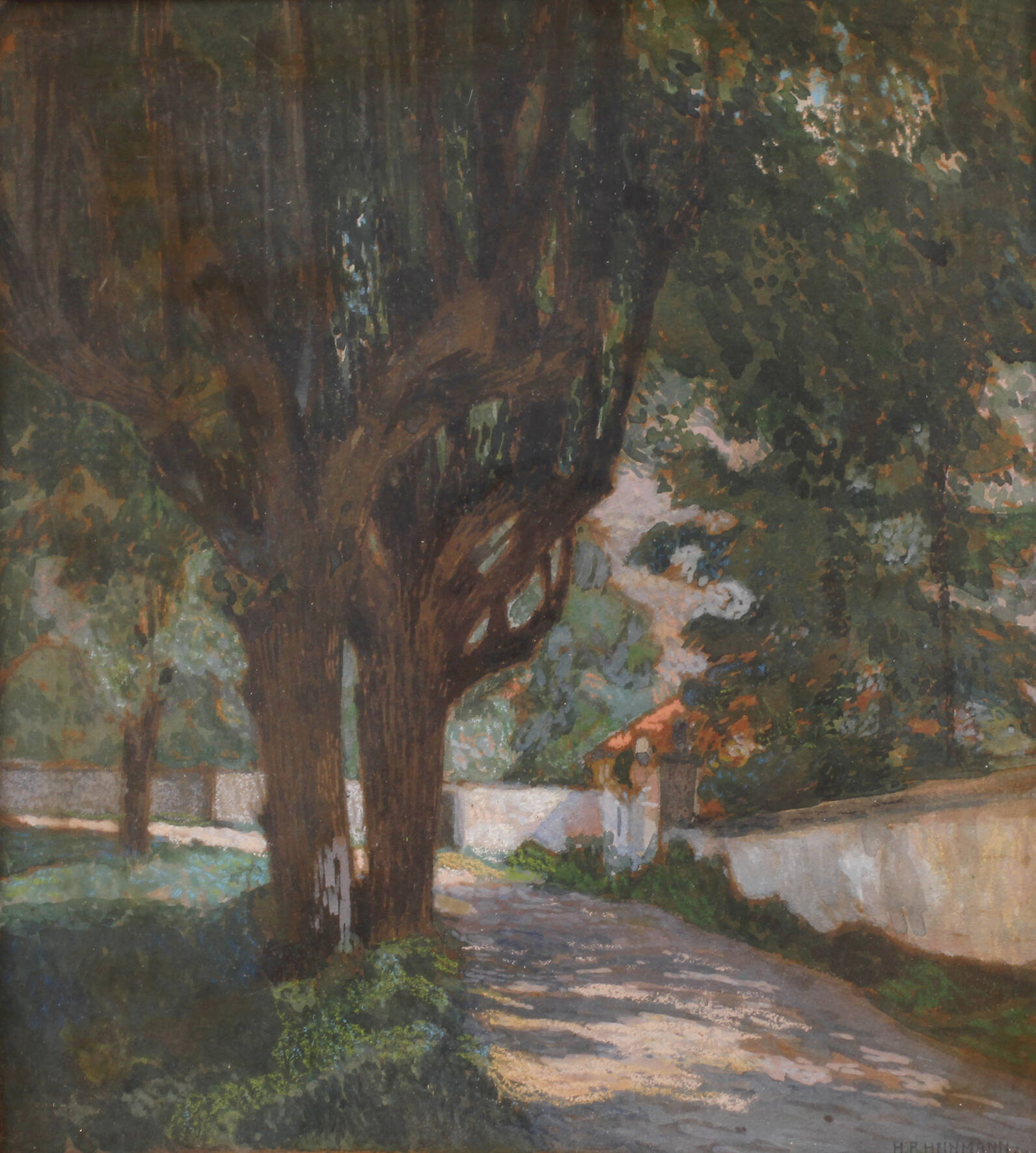
H. R. Heinmann: Sommertag, Anfang 20. Jh.

Nach dem Ersten Weltkrieg zog es ihn in den Sommermonaten in die Alpen, nach Tirol und die Dolomiten. Sein Markenzeichen bei seinen Gebirgstouren waren Tirolerhut und kurze Hosen mit bestickten Hosenträgern. Während er die Alpenbilder in leuchtenden strahlenden Farben malte, sind im Gegensatz dazu seine Bilder aus der Altenberger Gegend in gedämpftem Bunt geschaffen. Er beschäftigte sich mit dem Sammeln und Pressen von Blättern und Pflanzen, die als Vorlage für seine Ornamente und Farben benutzt wurden. In Altenberg wurde er liebevoll „Onkel Maler“ genannt. Er liebte stille Winterabende und beschäftigte sich mit Kinderbüchern.
Heinmann war Mitglied der Dresdner Kunstgenossenschaft und der Allgemeinen Deutschen Kunstgenossenschaft und in der Zeit des Nationalsozialismus der Reichskammer der bildenden Künste. Im Auftrag des Altenberger Bürgermeisters Hilscher schuf er 1942 Bilder mit Stadtmotiven. Diese dienten später als Vorlage und Unterstützung beim Wiederaufbau der durch die sowjetische Luftwaffe in den letzten Kriegstagen des Zweiten Weltkrieges zerstörten Stadt. Im Jahr 1946 erschien ein Mehrfarbendruck mit den Altenberger Werken. Sein Werk Ziegenhirten wurde im Auftrag der Stadt Altenberg restauriert und befindet sich im Trauungszimmer des Rathauses.
Heinmann hinterließ zahlreiche Landschaftspastelle insbesondere aus der Gegend um Altenberg; bekannt wurden vor allem zarte Frühlingslandschaften und mehrere Darstellungen aus der Arbeitswelt der erzgebirgischen Bergleute. Er malte aber auch Ansichten außerhalb Deutschlands, so zum Beispiel 1930 den Blick ins Gauertal.
Heinmann lebte von 1908 bis zu seinem Tod in Altenberg, Sonnenhofweg 8. Er wurde auf dem Altenberger Friedhof bestattet.

## Werke (Auswahl)

### Gemälde
- Hirt mit Ziegen (1935, Öl auf Leinwand, 124 × 123,5 cm; Galerie Neue Meister, Dresden, Gal.-Nr. 2937)[3]

- Exlibris Paul und Hilde Lucchesi (Holzschnitt?)[4]
- Bergmann vor Altenberger Binge (vor 1945, Bleistift-Zeichnung)[5]

- Kirchenruine (Tafelbild, Öl; ausgestellt 1946 auf der Ausstellung „Heimat + Arbeit“ in Dippoldiswalde)[6]

### Illustrationen
- Gertud Reinhold: Vom guten König Quirlequitsch und anderen lustigen Gesellen. Sieben Märchen. Mit 7 farbigen Tafeln von Hans Richard Heinmann. Verlag Drugulin, Leipzig 1922

## Ausstellungen (unvollständig)

### Einzelausstellungen
- 1904: Dresden, Kunstsalon Emil Richter
- 2014: Altenberg, Sparkasse

### Teilnahme an Ausstellungen
- 1937: Stralsund, Stralsunder Museum („16. Kunstausstellung. Rügen in der Landschaftsmalerei der Gegenwart“)
- 1943: Dresden, Brühlsche Terrasse („Große Dresdner Kunstausstellung“)
- 1946: Dippoldiswalde ("Heimat + Arbeit")